# ノナ・ガプリンダシヴィリ
ノナ・ガプリンダシヴィリ（グルジア語: ნონა გაფრინდაშვილი 英語:Nona Gaprindashvili; 1941年5月3日生まれ）は、ジョージアのチェスプレーヤーである。 女性で初めて国際チェス連盟(FIDE)のグランドマスターとなった。世界女子チェス選手権で５人目のチャンピオン（1962年から1978年）でもあった。
1961年、20歳で第4回女子候補トーナメントで世界チャンピオンのエリザベータ・ビコバとのタイトルマッチを制し、優勝した。最終スコアは9-2（+ 7-0 = 4）であった。その後、４度のタイトル防衛戦に勝利した。タイトル挑戦者は、アラ・クシュニール(1965年：10–6; 1969年：12– 7; 1972年：12–11)と、ナナ・アレクサンドリア（1975年：9-4）であった。1978年に、17歳のマイア・チブルダニッツェに6½–8½（+ 2−4 = 9）のスコアでチャンピオンの座を奪われた。
1963年、1966年、1969年、1972年、1974年、1978年、1980年、1982年、1984年、1986年、1990年の女子チェスオリンピックにソビエト連邦代表として出場し、1992年にはジョージア代表として出場している 。1980年代に女子チェスオリンピックを席巻したソ連チームの貢献者の一人であった。25個ものメダルを獲得しており、そのうち11個がチーム金メダル、9個が個人金メダルであった  。1986年のドバイ女子チェスオリンピックでは、出場した10試合すべてで優勝した。
1964年、1973年、1981年、1983年、1985年のソビエトチェス女子チャンピオンシップで優勝した。
男子トーナメントにも出場し、1963/4年にヘイスティングス国際チェス大会で優勝、1977年にローンパイン・インターナショナル・トーナメントで優勝した。
1978年、合計23ゲームでGMノームを2回達成し、FIDEから女性初のグランドマスターの称号を授与された。最後のGMノーム達成は、1977年のローンパイン・インターナショナル・トーナメントで、45人のプレイヤーを相手に優勝したことで達成された。グランドマスターの称号は通常、 24 ゲームを必要とするが、ローンパイン・インターナショナル・トーナメントでGMノームを達成したことにより、23ゲームの成績が24 ゲームに相当するものと判断された 。
1995年、女性で初めて世界シニアチェス選手権で優勝した 。2009年、2014年、2015年、2016年、2018年、2019年にも優勝を収めている（2014年以降は65歳以上部門）。2011年、2015年、2016年、2017年、2018年にはヨーロッパ女子シニアチェス選手権でも優勝している（2014年以降は65歳以上部門）。
2005年、64歳の時に、オランダのハーレムで開催されたBDOチェストーナメントにて、6½/ 10ポイント、レート2510のパフォーマンス評価で優勝した 。
2015年、ジョージア大統領ギオルギ・マルグヴェラシヴィリから「国家と国民への卓越した貢献」及び「国際的にジョージアを代表する人物」であることから優秀勲章を授与された。
2016年、FIDE会長のキルサン・イリュムジーノフ氏から、カイサ賞が贈られた。トロフィーはチェスの女神カイサを表した彫像で、ロボルタス・クラシック・ジュエリーハウス社によって制作された 。
Iberia 社によって制作された香水、「ノナ」はノナ・ガプリンダシヴィリにちなんで名付けられている。香水瓶はチェスのクイーンのような形をしている。 
ジョージアの首都、トビリシにあるチェスパレスはノナ・ガプリンダシヴィリに捧げられている。 